# 19355 Merpalehmann
19355 Merpalehmann è un asteroide della fascia principale. Scoperto nel 1997, presenta un'orbita caratterizzata da un semiasse maggiore pari a 3,0436241 UA e da un'eccentricità di 0,0994216, inclinata di 10,77519° rispetto all'eclittica.